# فرودگاه کان داو
فرودگاه کان داو (به انگلیسی: Con Dao Airport) (به زبان بومی: Sân bay Cỏ Ống) یک فرودگاه همگانی با کد یاتا VCS است که یک باند فرود آسفالت دارد و طول باند آن ۱۸۳۰ متر است. این فرودگاه در کشور ویتنام قرار دارد و در ارتفاع ۶ متری از سطح دریا واقع شده‌است.